# جيمي نيوترون (شخصية)
جيمس إسحاق نيوترون (بالإنجليزية: James Isaac Neutron)‏ هي الشخصية الرئيسية والفخارية من فيلم جيمي نيوترون: الفتى العبقري ومسلسلها التلفزيوني المتحرك بالكمبيوتر من نيكلوديون «جيمي نيوترون: الفتى العبقري». وهو من صنع المشرف العام على الكتابة والمنتج المنفذ وكذلك المحرر العام للسيناريو والنص «جون أ.ديفيز».

## وصلات خارجية
- جيمي نيوترون على موقع ميوزك برينز (الإنجليزية)
- جيمي نيوترون على موقع ديسكوغز (الإنجليزية)